# St. Peter und Paul (Nusplingen)

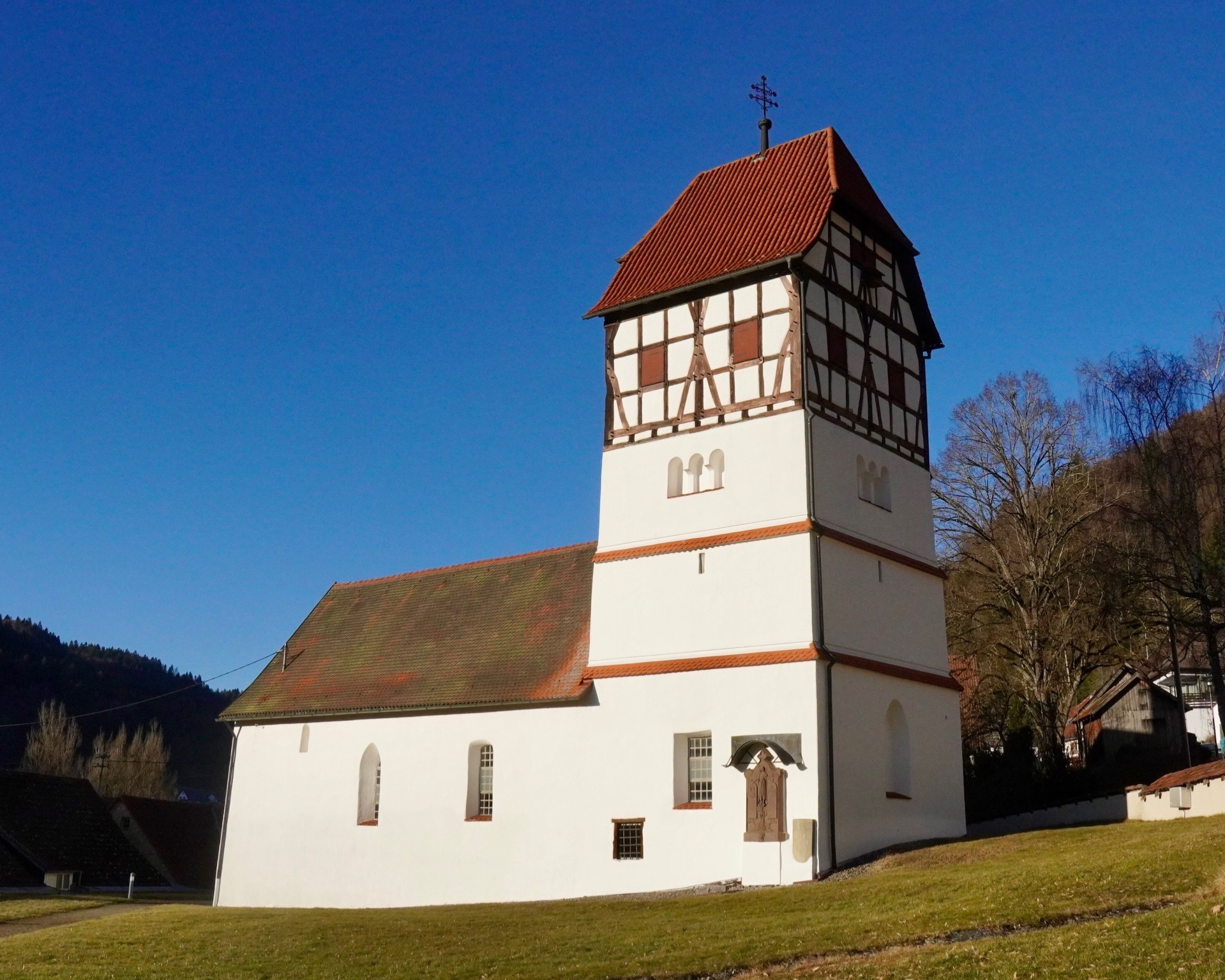
St. Peter und Paul in Nusplingen

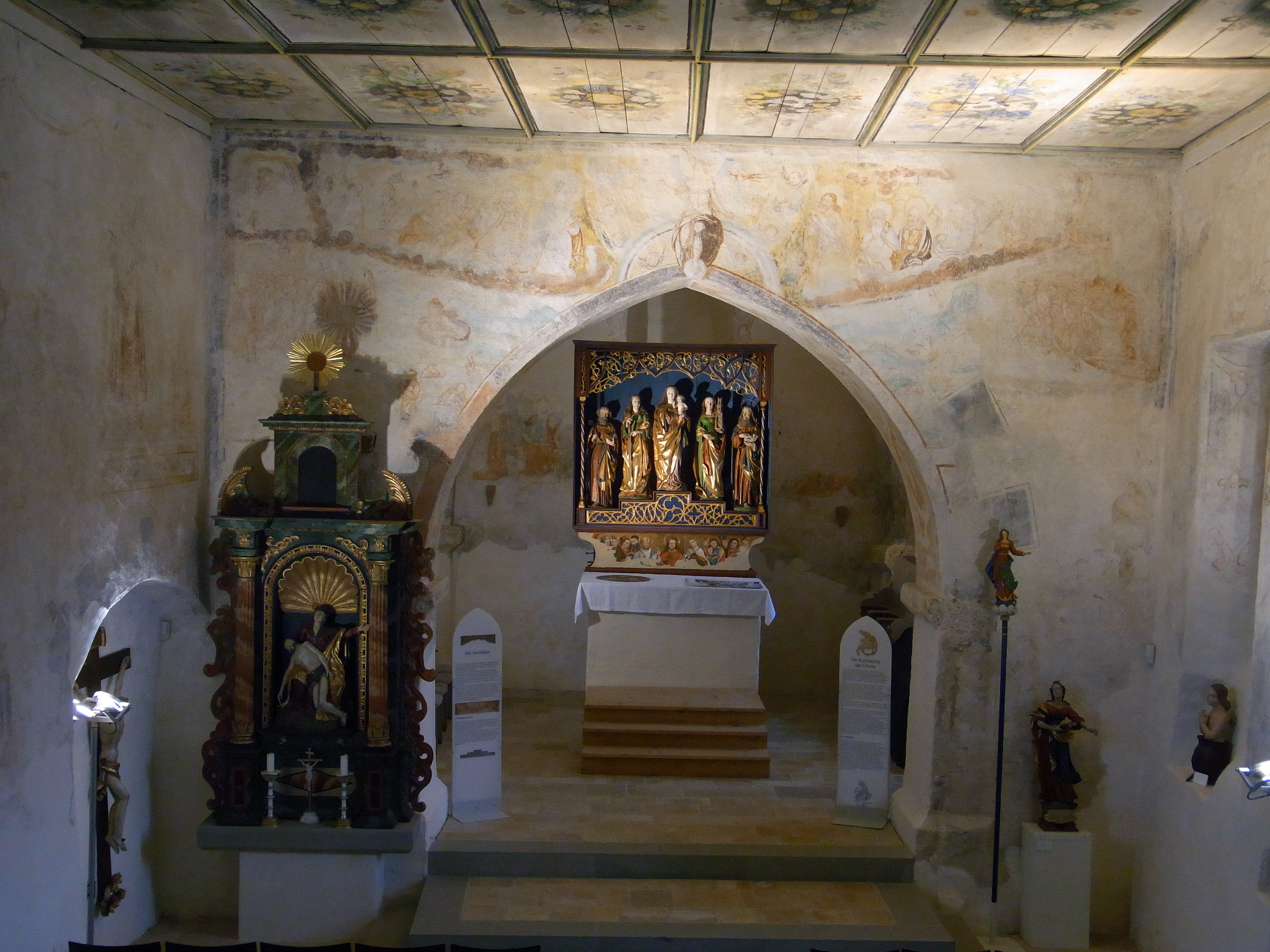
Blick zum Altar

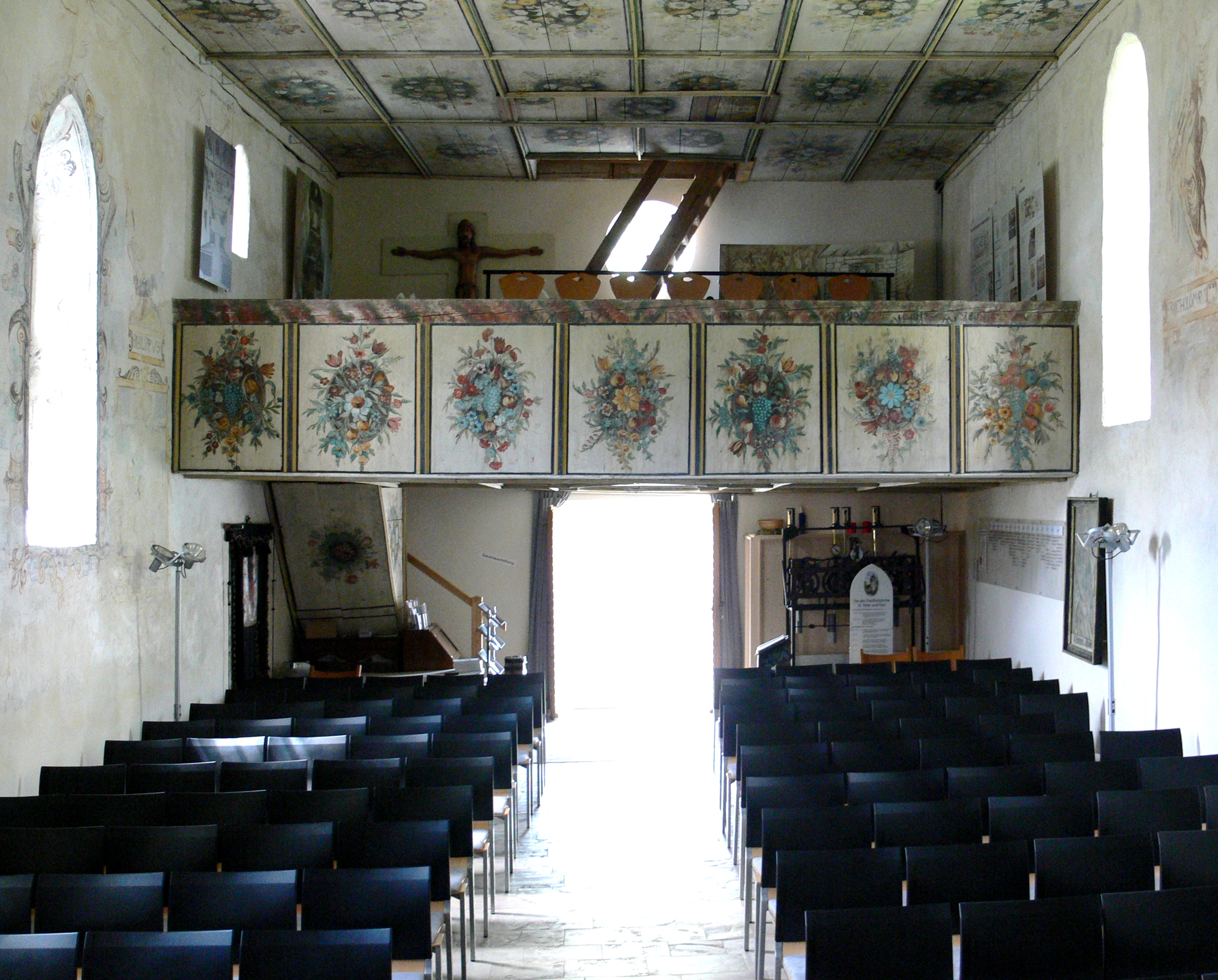
Blick nach hinten

Die Kirche St. Peter und Paul in Nusplingen, auch Alte Friedhofskirche genannt, ist den Aposteln Petrus und Paulus geweiht. Sie geht auf eine Eigenkirche des Ortsadels von 650 zurück.

## Geschichte
Archäologische Grabungen legten Fundamente frei, die von einem Profanbau stammen dürften, aber auch Reste eines Kirchenraumes mit Gräbern kamen zum Vorschein. Das lässt darauf schließen, dass es sich hier um einen Adelssitz mit eigener Kirche handelt. Der heutige Kirchenbau entstand um 1000. Die Westerweiterung und der dreistöckige Chorturm sind auf das Jahr 1250 zu datieren und sind somit noch der Romanik zuzuordnen. Um 1300 wurden der Chor und das Kirchenschiff umgebaut, Stilelemente der Gotik hielten Einzug. Aus dieser Zeit stammen die wertvollen Kalkmalereien, die 1972–1975 freigelegt wurden. Der Turm wurde etwa um 1500 durch ein Fachwerkgeschoss aufgestockt und erhielt seine heutige Form mit Krüppelwalmdach.  Die Kirche enthält wertvolle Holzplastiken der Ulmer Schule, Fresken der Renaissance und eine barocke Kassettendecke von 1711, die aus der ehemaligen Katharinenkirche stammt und 1868 hier eingebaut wurde.
Im Mittelalter war die Kirche Pfarrkirche Nusplingens und eines großen Pfarrsprengels. Die Kirche stand allerdings außerhalb der Mauern des Ortes, der damals als Stadt galt.
1463 gehörten die Kapellen in Unterdigsheim und Hartheim zur Nusplinger Kirche.
1459 gehörte der Zehnt in Ensisheim zur Kirche.
1759 gingen die Pfarrrechte an die Katharinenkirche in der Stadt über und die Kirche blieb nur Friedhofskirche, in der lediglich noch Trauergottesdienste abgehalten wurden. 1829 wurde die Kirche dann für einen symbolischen Taler in die Obhut der weltlichen Gemeinde gegeben, an der Nutzung änderte sich zunächst nichts. 1950 verlor das Gebäude auch die Funktion als Friedhofskirche und drohte anschließend zu verfallen. Ein Förderverein zur Erhaltung dieses Kulturdenkmals konnte dafür sorgen, dass von 1997 bis 2003 eine gründliche Restaurierung vorgenommen werden konnte. Das profanierte Gebäude wurde wieder gesegnet, aber nicht geweiht. Seither finden hier wieder sakrale und kulturelle Veranstaltungen statt.
Der Kirche wurde von der Denkmalstiftung Baden-Württemberg zum „Denkmal des Monats März 2019“ ernannt.

## Nutzung für Zeitreisen
Vorträge mit einer teildurchsichtigen Leinwand mit unsichtbarem Projektor (hinter der Leinwand beim Altar versteckt) werden in Nusplingen als Zeitreisen angekündigt.  Dabei handelt es sich um Projektionen und ein Referat zu historischen Aufnahmen in einem völlig abgedunkelten Kirchenraum, dessen Bemalung vor 300 Jahren erneuert wurde. Wörtlich zum Bild von Truchsess Georg von Waldburg: Er war im Bauernkrieg hier im Bäratal. Auch der Tyrannenbrief mit der Abnahme der Kirchenglocken auf dem Heuberg wurde als vergrößerte Kopie projiziert und erläutert.

## Nachweise
1. ↑  Herbert Schäfer: Bedeutung der Pflanzenmalerei in barocken Kirchen: Die Kassettendecke in der Alten Friedhofskirche in Nusplingen. In: Heimatkundliche Blätter Zollernalb. Heimatkundliche Vereinigung Zollernalb e. V., August 2011, abgerufen am 18. Dezember 2020.
2. ↑  Sigrid Hirbodian, Andreas Schmauder und Manfred Waßner (Hrsg.): Gemeinde im Wandel. Band 19, Eine Stadt im Wandel, Die Geschichte von Meßstetten. Nr. 19. Tübingen 2019, S. 107.
3. ↑  Bestand Ho156 T1 Nr16 auf Landesarchiv-BW.de
4. ↑  Bauernkrieg
5. ↑  Tote

Koordinaten: 48° 7′ 53,2″ N, 8° 53′ 39,9″ O